# Cratere Freundlich
Freundlich è un cratere lunare di 83,16 km situato nella parte nord-occidentale della faccia nascosta della Luna, a metà strada fra il cratere Trumpler a nord-nordovest e l'irregolare cratere Buys-Ballot a sud-sudest.
Freundlich ha un bordo circolare maggiormente eroso nelle sezioni settentrionale e meridionale. Gruppi di crateri punteggiano il fondale a sudest e a nord, mentre altri crateri minori singoli si trovano nelle altre zone.
Il cratere è dedicato all'astronomo tedesco Erwin Finlay-Freundlich.

## Crateri correlati
Alcuni crateri minori situati in prossimità di Freundlich sono convenzionalmente identificati, sulle mappe lunari, attraverso una lettera associata al nome.
| Freundlich | Coordinate             | Diametro (in km) |
| ---------- | ---------------------- | ---------------- |
| G          | 24°40′12″N 173°53′24″E | 27,76            |
| Q          | 22°49′48″N 167°45′00″E | 17,71            |
| R          | 23°52′12″N 168°08′24″E | 21,82            |